# Sadatoshi Sugawara
Sadatoshi Sugawara (né le 18 février 1939) est un joueur japonais de volley-ball qui remporte la médaille de bronze aux Jeux olympiques d'été de 1964.

## Palmarès

### Jeux olympiques
- Jeux olympiques de 1964 à Tokyo,  Japon
  -  Médaille de bronze.